# 關於我轉生變成史萊姆這檔事
《關於我轉生變成史萊姆這檔事》，通常簡稱為《轉生史萊姆》，是日本小說家伏瀨創作的一部網路小說作品，描述一名上班族轉生到異世界成為史萊姆的新人生故事。
2013年2月20日最初是發表於小說投稿網站《成為小說家吧》的網路連載小說，點閱次數1億4000多萬，已完結（通稱為web版），《成為小說家吧》累積綜合排名第一名。2014年5月修改部分故事情節後，由微雜誌社發行書籍版，插畫由繪製，繁體中文版由台灣角川代理。

## 作品概要
2015年3月在《月刊少年天狼星》連載同名漫畫，由川上泰樹繪製，於2022獲頒「講談社漫畫獎」。單行本由講談社發售，繁體中文版由東立出版社代理。2016年7月在《ComicRIDE》連載外傳漫畫，由岡霧硝繪製的《魔物之國的漫步指南》，單行本由MICROMAGAZINE發售。2018年在《月刊少年天狼星》連載外傳漫畫，由柴繪製的《轉生史萊姆日記》，單行本由講談社發售。
2019年BookLive讀者票選異世界漫畫第1名；2023年BookLive讀者票選異世界轉移／轉生漫畫第1名。截至2021年9月，系列累計發行量突破2700萬本；截至2022年1月，系列累計發行量突破3000萬本；在2023年2月19號推特官方十周年貼文公布系列累計發行量突破4000萬本。
漫畫版在2024年「BookLive!讀者票選」異世界·轉生漫畫類排行第1名。

## 故事簡介
一個普通的37歲上班族三上悟被隨機殺人魔殺死，而轉生到異世界，成為史萊姆。他將會在這個伴隨著劍與魔法的新人生（史萊姆生命歷程）中，掀起席捲整個異世界的巨大風暴。

## 世界觀

### 國家
朱拉・坦派斯特聯邦國（魔國聯邦）
首都「利姆路」（中央都市）。由利姆路・坦派斯特所成立，位於朱拉大森林中，是個由魔物組成的新興國家。
魔王利姆路支配地域為廣大的朱拉大森林全域。 棲息在大森林中的各個種族均加入了魔國聯邦的旗下。
魔國聯邦在過去人外魔境的大森林中開闢通往各國的道路，並設立安全保障結界和狼鬼騎兵巡邏隊。 四通八達的道路和不斷展開的各種新興事業，讓魔國聯邦漸漸成為世界經濟的中心。
中央都市利姆路
位於暴風龍維爾德拉曾被封印的洞窟附近，在森林裡開拓出一大塊四角形建造的城鎮。 大小約四邊各四公里，大約一千六百公頃左右。 因為還在開發中，會隨時擴張。
利姆路希望「打造能讓自己舒適生活的國家」，因此建立不分人類、魔物，大家都能和平快樂過生活的城鎮。那些勤奮國民為了敬愛的利姆路，日以繼夜地努力鑽研，將水準提高到與大國王都相比也毫不遜色的地步。
街道規劃得整整齊齊，靠著利姆路發動技能完成架構，令其有著完善的水利系統。 污水系統埋在地底。 獨特街景與這個世界的所有都市大相徑庭，相當整潔又美麗。
幾條與街道相連的大街將城鎮化分成四個區劃（居住區、迎賓區、工商業區、觀光娛樂區），各具特色。 各地區沿著大街分別有商館、商店、餐飲店、旅館等設施林立，形成華麗的主要幹道。 大街交叉的城鎮中央區塊設有大廣場。 此外四大區塊也有各自的中央廣場、小廣場、公園和空地散市。
城鎮北側中央地帶建有等同最高行政首府王宮的的宏偉辦事館。 設計上類似美國白宮，這方面也是受利姆路前世的知識和印象影響。正門玄關前有片空曠的廣場，可以拿來舉辦各式典禮、宴會和閱兵儀式等。 除了會在辦事館內舉行重要會議，那裡還有利姆路或幹部及成員的辦公室或私人房間，大家在館外都有自己的家，平時的生活起居卻集中在那裡，因為大家都喜歡利姆路。
在城市的東南區劃（觀光娛樂區）建立有大型的競技場等娛樂設施。被稱為【迷宮妖精】的魔王菈米莉絲移居到了競技場的地下建立了地下迷宮，成為了魔國聯邦第一的冒險娛樂設施。
武裝大國德瓦崗（矮人王國）
首都「聖德拉爾」（中心都市）。建造於橫亙在大陸北方的柯奈特山脈中，以礦工業、武具、工藝品生產等作為主業的世界強權之一。國主是著名的【英雄王】蓋札・德瓦崗。國政是由他一手包辦的絕對王政，唯獨立法部分委託元老院。人口為矮人五千萬以及其它種族五千萬的超級大國，該國坐擁許多技師和工匠，其技術力、生產力高到其他國家追不上。 且他們包辦的領域種類繁多，下自衣物、建築、鍛造等一般工業製品，上至藥學、貨幣鑄造、運用精靈工學的魔法道具，為了交易這些商品，許多人絡繹不絕地造訪這個國家。千年來保持著中立，有著「武裝大國」之稱。正如武裝大國這個名稱所示，德瓦崗有裝備本國製武器防具的七支剛強正規軍。 更有超乎規格的機密部隊——國王直轄的【天翔騎士團】。 與天馬達到人馬一體境界的五百名騎士構成此騎士團，每騎實力都到達了A級，是德瓦崗最強部隊。
是第一個與魔國聯邦建立邦交的國家。從魔國聯邦建國開始，兩國之間就互相有技術交流。除了首都「聖德拉爾」外，還有「伊斯特」和「威斯特」兩大城市，合稱三大都市。在初代英雄王德蘭・德瓦崗建立後已經屹立了千年，自建國以來不曾吃過一次敗仗。
西方諸國
由數個位於世界西側的人類國家組成，有著組成評議會的合議制度，統稱為西方諸國。
布爾蒙王國
首都「隆多」。位於朱拉大森林正西方，西方諸國中的一員，人口為國民百萬、自由民五十萬。是個國境與朱拉大森林相接鄰的小國。也是西方諸國中國力最為薄弱的國家。同時也是西方諸國當中第一個譴責法爾姆斯王國侵略朱拉・坦派斯特聯邦國的國家。
雖然有在進行農耕和畜牧，但是卻也僅僅達到自給自足的程度，並没有什麼特别的產業。其實在暗地裡是以收集情報能力見長的諜報國家。選擇了與魔國聯邦攜手共進的道路，是第二個與魔國聯邦建交的國家。
法爾姆斯王國
首都「馬利斯」。位於朱拉大森林西北方，西方諸國中的一員，人口為國民三千萬、自由民一千萬。在西方諸國之中，是國力足以爭奪一、二位的巨大國家。雖然是貴族強權的封建式國家，但是由於作為通向大陸東側的玄關，而以貿易中繼國家繁榮著。
藉地利之便向周邊國家的商人賺取大量收益，但因朱拉・坦派斯特聯邦國的興起而使收益大損而出兵攻打。慘敗之後國王下台，並支付了大筆的賠償金，再加上新王愛德華繼續徵兵導致國家物價飆漲陷入動亂。聯合了西方諸國的神殿騎士團和魯貝利歐斯的聖騎士以討伐迪亞布羅為名出兵，失敗之後，愛德華下台，國家也宣告滅亡。
法爾梅納斯王國
在法爾姆斯王國宣告解體後，利姆路扶植尤姆為王建所立起的嶄新國家。在利姆路的計畫下，打算成為農作物的生產國。
英格拉西亞王國
首都「瑞拉」。位於與朱拉大森林相對遙遠的西邊而相當安定的國家，西方諸國的一員，人口為國民二千萬、自由民二千萬人。因為離朱拉大森林遙遠，所以相對於靠近朱拉大森林的各國較為安定，但也因此不知道魔物真正的力量和威脅。
是和法爾姆斯王國並肩的大國，同時也是西側文化的中心地之一，像西方諸國評議會和自由組合公會等，各種國際性的組織也在此設置了本部。
神聖法皇國魯貝利歐斯
首都「盧因」。西方諸國的一員，在諸國中位處西邊，人口為二千萬人（沒有自由民），大部分都是魯米納斯教的信眾，西方聖教會的所在地，魯米納斯教的本據點。是個由法皇所統治的神權國家，國土為在整年雨量不多、有點乾燥的地帶，自古以來國家就鼓勵人們生產耐乾旱的小麥，因此擁有西方諸國中小麥產量最豐的穀倉地帶。
政治形態是身為神魯米納斯代言人的法皇權威最大，法皇廳以法皇之名行統治之實。 有參加西方評議會，算是西方諸國的一員，但是就形態看來還是與其他國家不同。
聖騎士能行使神聖魔法等神聖力量，討伐對人造成危害的魔物自然不在話下，擁有七曜長老、聖人日向、十大聖人為中心的聖騎士團，跟法皇的近衛師團為國家雙璧。西方聖教會是隸屬於法皇廳的組織，負責在母國外傳教，再加上聖騎士團威光普照，配上派遣制各國的神殿騎士團兵力，魯貝利歐斯在西方諸國間產生莫大影響力。
魯貝利歐斯的首都【盧因】，即是魯米納斯教的聖地，也是神威西方聖教會本應的宗教都市。 有許多人從各地前來朝聖，相當繁榮，但一方面又有不少虔誠信眾在那生活，故隱約有種聖潔氣氛飄蕩其中。
在七曜長老的陰謀失敗並遭到肅清後，正式與魔國聯邦建立邦交。
西爾特羅斯王國
首都「席亞」。西方諸國中的一員，是其中數一數二繁榮的小國。除了工藝等傳统產業之外，金融和貿易也十分的興盛，人口為二百萬人（沒有自由民）。
魔導王朝薩里昂
首都「艾爾敏・薩里昂」（神樹之都）。位於朱拉大森林西南方，不屬於西方諸國評議會的巨大國家，人口為一億人、自由民二千萬人，是個遵循十三王家的長耳族帝國。國民的大多数都繼承了精靈的血统，擁有著使用魔法的資質。
跟魔國聯邦中間相隔了哥夏山脈，是和魔國聯邦建立邦交的第四個國家。精靈工程技術相當的發達，是一個實力可比擬整個西方諸國的超級大國。
烏格雷西亞共和國
首都「哥路德」。除了農耕之外，僅依靠與薩里昂的交易支撑國政的共和制國家，人口將近一千萬，其中有自由民百萬人。由於全體國民皆是精靈魔法使，因此治安超乎尋常的安定。
獸王國猶拉瑟尼亞
原首都「拉烏拉」。位於朱拉大森林南方的獸人王國，以豐饒國土和戰鬥力為傲的軍事強國。人口為上級國民－獸人三百萬、其它各種亞人跟人類三億人，因為溫暖的氣候和豐饒的大地而擁有大量的果樹園。是第三個與魔國聯邦建交的國家，但後來王國的首都被蜜莉姆給一擊毀滅，連殘渣都沒有留下，所幸居民已被疏散到魔國聯邦而免於滅國的危機。
原為魔王卡利翁統治的國家，卡利翁自魔王退位後，已納入蜜莉姆的旗下。
天翼國弗爾布羅
首都「吉亞」。魔王芙蕾作為女王君臨的翼人族之國，總人口將近一百萬，全都是訓練有素的士兵。 位居氣候寒冷的高山地帶，盛產稀有金屬跟寶石類。政治形態由女王芙蕾全權治理。他們挖空直沖天際的山脈中腹，形成層積型都市空間，該國甚至不許沒有翅膀的人入境。芙蕾自魔王退位後，已納入蜜莉姆的旗下。
失落的龍之都市
魔王蜜莉姆・拿渥支配的領地。供蜜利姆居住的神殿就蓋在首都「龍之都」。 總人口不滿十萬，不具備國家機能。 居民們組成共同體，才用生產的資源集中在中央神殿，再由神官長均分制度，居民們同心協力生活。
這些居民被稱為【祭祀龍之子民】，信仰將蜜莉姆當龍皇女崇拜的龍神教，但他們變成過於崇拜蜜莉姆而不敢嘗試新事物，只是永居此地重複世代交替的民族，被蜜利姆評價為「這群人很無聊」。
該國沒有軍隊，被外揶揄一切仰仗蜜莉姆，沒有危機意識。但事實上，祭祀龍之民都是人化之龍與人類交配而生的龍人族後裔，個人戰鬥能力高的異常，並非他們不需要軍隊，而是全民構成一個武力集團、皆能上場作戰，這才是正確的認知。此外還有負責守護神殿的神官戰士團。
祭祀龍之民沒有烹調的概念，食物以原味為主。在龍之都蜜利姆吃的都是沒有經過調味的沙拉類食物，因此蜜莉姆經常跑出去玩很不想回去。
傀儡國吉斯塔夫
首都「阿姆利塔」。由魔王克雷曼統治的王國。國內住了黑妖長耳族等各式各樣的魔物種族，總人口高達一億。 但大多數是奴隸階級。 克雷曼讓奴隸階級從事農業，確保糧食的量大到可以滿足廣大領土與龐大人口。在久遠以前，曾經是個長耳族的王國（卡札利姆建立的國家）。
克雷曼被殺害後，該國也已改由魔王蜜莉姆統治(名義上，事實上為蜜莉姆和利姆路共同統治)。
納斯卡・納姆利烏姆・烏爾梅利亞東方聯合統一帝國（東方帝國）
統治大陸東北廣大地帶的國家通稱【東方帝國】，正式名稱為【納斯卡・納姆利烏姆・烏爾梅利亞東方聯合統一帝國】。
東方帝國是臣民人口達八億的巨大國家，推測自由民也有數千萬人。首都為帝都「納斯卡」。領土遼闊，氣候因地域而異。
曾經是個小國的納斯卡王國，經過長久的歲月，將納姆利烏姆魔法王國和烏爾梅利亞東方聯合吸收合併後，形成了現在的帝國。以壓倒性的軍事力量為背景，兩千年間不容許任何叛亂，誇耀其強固的權勢。皇帝最看重絕對的實力主義，在軍部中【力量就是一切】的理念盛行，只要有實力就能得到提拔，甚至有證明自己實力的序列爭奪戰。
跟劍與魔法作為主力的西側諸國不同，帝國意圖通過魔法與科學開闢嶄新的時代。在帝國強大的軍事力量的背後，是異世界人的極力參與。帝國實行保護異世界人的政策，聚集了世界各地超過千名的異世界人。擁有異能的人、擁有知識的人，異世界人在帝國得到優待，科學和魔法的融合技術飛速發展。 就連帝國的文化特色也有很多異世界的特徵。
在帝國，騎士這個職業早已荒廢，騎馬戰鬥的概念已經消失。取而代之的是確立了依靠機械化兵器戰鬥的技術。 以肉體機械化改造的士兵和坦克等裝甲單位組成的【機甲軍團】，以DNA分析和改造的魔獸組成的【魔獸軍團】，以擁有特殊能力的異世界人、超機械化兵等無法採取組織行動的特殊個體組成的【混合軍團】。軍國軍將異世界的技術、特殊能力收入囊中，構成了帝國那強力無比的三大軍團。
貴族擁有豁免被逮捕的權力，唯有帝國皇帝近衛騎士團或持有皇帝親筆手諭的官員方能逮捕違法貴族。
帝國的武裝
帝國基本上已經放棄使用冷兵器而採用槍械等現代武器。 手槍、步槍、機槍等輕武器自不用說，還有融合魔法和科學製造的魔導坦克等裝甲車輛和飛空艇。 魔銃讓普通士兵也可以使用魔法，懸浮的魔導坦克可以踏破多數地形、其主砲威力堪比元素魔法的奧義——核擊魔法，飛空艇搭載的魔素干擾器更是可以封鎖魔法 、弱化魔物。 被機械化改造的士兵可以直接獲得C到B級左右的身體能力，也可以多日不飲食而減少後勤負擔。
希爾貝利亞王國
東之帝國的附屬國之一，總人口不足一萬。歷代信奉著惡魔『原初之白』（戴絲特蘿莎）為神明，但最後反而被為了替好友布蘭切・那穆・希爾貝利亞公主復仇的『原初之白』毀滅。
黄金鄉艾爾多拉德
魔王雷昂・克羅姆威爾所建立的國家。支配了隔海的另一整個大陸的國家，總面積比地球的澳洲還要大。2000年前因灼熱龍釋放魔力的關係，使得大陸上出現火山地形，直至今日仍是活躍狀態。靠著大陸中央火山附近的各種金屬礦產與人類社會進行交易。全域是人工方式整理而成，規劃得井然有序的城市本身就是巨大的魔法陣。國內有一部分與魔界相連，過去經常受到以卡蕾菈為首的惡魔族侵擾，直到迪亞布羅招募卡蕾菈成為利姆路的部下為止。
「聖墟」達馬爾加涅
魔王達格里爾的國家，與魯米納斯的神聖法皇國魯貝利歐斯為敵對關係。因為持續維持著對芬的封印而使得該地沙漠化不斷擴大，該地資源貧乏，大多數建築物均掩埋在黃土之下。唯獨以「天通閣」為中心一帶勉強作為安全地帶維持着作為城市的機能。是基軸世界通往天星宮的主要出入口。
昔日金與蜜利姆的決戰之地，該場戰鬥毀滅了整座城市，二人的力量雖被某人放逐至其他次元，但該力量一直會從時空裂縫中泄漏，而泄漏的力量會化作腐蝕性強的沙塵暴，隔絕了達馬爾加涅與外界的聯繫。
過去經常受到以烏蒂瑪為首的惡魔族侵擾，直到迪亞布羅招募烏蒂瑪成為利姆路的部下為止。
白冰宮
位於冰雪大陸上的城堡，由金·克林姆茲統治，居民以惡魔族為主。

## 軍隊
武裝大國德瓦崗（矮人王國）
天翔騎士團
隸屬於矮人王的直轄機密部隊，身著矮人職人所製的最高級的武器防具、騎著天馬的騎士們，戰鬥力相當於A級，其總數共五百騎，是武裝大國德瓦崗的最高武力。
獸王國猶拉瑟尼亞
獸王戰士團
由百獸之王卡利翁所統帥，獸王朝猶拉瑟尼亞的獸人戰士軍團。是以魔王卡利翁旗下的「三獸士」為首，效忠於「獅子王」卡利翁的武裝戰鬥集團。
西方諸國
神殿騎士團
由西方聖教會資助西方諸國而成立的騎士團，主要活動是推廣教義跟協助諸國對抗魔物。
血影狂亂
向西方諸國評議會中擁有極大權力的羅素一族效忠的戰鬥集團。由擁有高戰力的人所構成，是任何形式的工作都義無反顧地執行的狂徒。
西方配備軍
軍團長姑且算是戴絲特蘿莎。是人數高達十五萬的大軍，正式隸屬的單位是西方評議會。雖然魔國聯邦有指揮權，但原本是評議會附屬的小規模軍隊，加上用來進行後方支援的支援兵所組成。成員四散各地，因此直接用於當地。主要任務以災害救助、土木工程及後方支援為主。原本人数只有一千人左右，在評議會的兵權交由魔國聯邦後被解散重新編整，過程中有許多人聽見傳聞而來應召，數量比原來增加許多。
義勇兵團
由軍團長正幸率領，是為了應對東之帝國的侵略戰爭而由自願者組成的軍團，成員包括魔國聯邦的居民、加上鄰近諸國的冒險者和傭兵，總共兩萬名人類。
神聖法皇國魯貝利歐斯
聖騎士團
聖教會的兩大主力之一，曾經在「七曜」的監督下，聖騎士團並沒有什麼令人矚目的成績，不過經過了日向的鍛鍊，已經成為名符其實的最強騎士團。成員大約一百多名且實力都在A級之上，相較於身為神的魯米納斯・瓦倫泰，他們更加忠心於身為團長的坂口日向。有著副團長跟五大部隊長這六位實力超群的人員，跟日向、三武仙合稱十大聖人。
法皇直屬近衛師團
聖教會的兩大主力之一，直屬於法皇，由日向擔任領頭騎士，成員只有三十三名，擁有指揮各國神殿騎士團的權力。有著被稱為三武仙的三位頂尖戰力，跟日向、六位聖騎士幹部合稱十大聖人。
魔導王朝薩里昂
魔法士團
魔導王朝薩里昂的最高戰力，是被稱為「純潔的騎士」的高位武官集團，是對他國高度保密的存在。具有調停者的資格，皇帝的全權代理人，是只由繼承了先祖古老的精靈血統的人們構成。
朱拉・坦派斯特聯邦國（魔國聯邦）
第一軍團（狼鬼兵部隊＋綠色軍團）
隸屬於魔國聯邦的軍隊，由軍團長哥布達，軍事顧問白老率領。成員包括百名A-級狼鬼兵部隊，和大半來自朱拉大森林的魔物組成的共一萬兩千人的綠色軍團。最初就加入的B級上級士兵會帶領新加入的C到D級下級士兵，三人一組行動。
狼鬼兵部隊
直屬哥布達的騎兵部隊，由牙狼族和哥布林組成，成員包括百名A-級狼鬼兵部隊，綜合戰力為A級。
第二軍團（黃色軍團＋橙色軍團）
隸屬於魔國聯邦的軍隊，由軍團長蓋德率領，目前在各地充當工作部隊活躍。成員包括最初為蓋德手下，相當於B+級的豬人族戰士團兩千人組成的黃色軍團，及新加入相當於C級的豬人族志願兵三萬五千人的橙色軍團，在前線充當盾牌，具強大守備力。十九卷透露黃色軍團人數增加到一萬人，且平均戰力達A-級，個別個體達到A級，橙色軍團平均戰力達B級，如果再結合蓋魯德的權能，就會成為鐵壁般的守護盾牌。
第三軍團（飛龍眾＋藍色軍團）
隸屬於魔國聯邦的軍隊，由軍團長戈畢爾率領龍人族組成的游擊飛空兵團。成員包括具備相當於A-級戰鬥能力、飛行能力、高度指揮能力、技能「龍戰士化」的最強部隊飛龍眾百人，以及來自蜥蜴人族戰士團志願兵三千人組成的藍色軍團。藍色軍團相當於C+，但能騎乘相當於B+的飛空龍來掌握制空權。文庫14卷時，因戈畢爾覺醒成真魔王而獲得祝福，藍色軍團全員進化成了龍人族。
飛龍眾
隸屬於魔國聯邦的軍隊，由戈畢爾率領並親自訓練的龍人族部隊，成員包括具備相當於A-級戰鬥能力、飛行能力、高度指揮能力、技能「龍戰士化」的百人最強部隊，文庫14卷時，因戈畢爾覺醒成真魔王而全員獲得祝福，飛龍眾全員突破A級。十九卷透露全員達特A級。
第四軍團（紅焰眾＋紅色軍團）
隸屬於魔國聯邦的軍隊，由軍團長紅丸率領，紅焰眾千人長所管理的紅色軍團。從過去克雷曼底下的魔人挑出擅長戰鬥者組成的魔人混编军，總共三萬人所構成。克雷曼的部下們原本身為俘虜於工地工作，工作讓他們找到生存價值，願意為利姆路自願參加。
紅焰眾
隸屬於魔國聯邦的軍隊，直屬紅丸的親衛隊，以哥布亞為首，加上A-以上的大鬼族猛將三百人為中心組成的親衛部隊。現時也兼任參謀總部。文庫14卷時，因紅丸覺醒成真魔王而全員獲得祝福，全員突破A級，一部分的人進化成了鬼人族。
藍闇眾
隸屬於魔國聯邦的軍隊，蒼影率領的間諜活動為主的密探集團。蒼華和四名隊長率領百名隊員。聚集A級和特A級等實力派，是充滿謎團的部隊。
紫克眾
隸屬於魔國聯邦的軍隊，直屬紫苑的利姆路親衛隊。因為是守護利姆路性命的部隊，因此不會聽從他的命令。由紫苑和與她一同復活的百人組成，相當於B+，因為由利姆路復活變為半精神生命體，不易死亡，之後隨著紫苑進化成真魔王而全員獲得祝福，一部分的人突破A級。
黑色軍團
隸屬於魔國聯邦的祕密軍團，全員皆由惡魔族組成，世界上最兇最惡的戰鬥集團。直屬利姆路直屬親衛隊，直接聽從利姆路指揮及命令。平時由迪亞布羅擔任軍團指揮，不受紅丸指揮的完全獨立部隊。組成分子有600名上位惡魔、100位惡魔騎士、7位惡魔公，以及4位惡魔王。在無一人死亡的情況下，將10萬名的帝國軍殺盡。十九卷透露上位惡魔騎士全員存在值是超過十萬的特A級強者。
四大天王
利姆路於小說第9卷，開國祭典時設立的職位，目的是為了應對西方諸國，成員分別為：
01、紅丸
02、紫苑
03、迪亞布羅
04、哥布達。
迷宮十傑
「地下迷宮」60層以下的守護者，每個人都有堪比第三世代魔王甚至真魔王的實力，是迷宮守衛的最強戰鬥力，成員分別為：
01、蓋多拉
02、艾伯特
03、阿德曼
04、阿畢特
05、賽奇翁
06、九魔羅
07、玻瑞阿斯
08、諾托斯
09、仄費羅斯
10、歐洛斯
聖魔十二守護王
利姆路於小說第14卷設立，為魔國聯邦地位最高的幹部稱號，優先於四大天王以及迷宮十傑。是利姆路的部下中有資格被授魂覺醒為真魔王的十二人，這十二人最終都是覺醒魔王級，一部分的人甚至擁有在此之上的力量。由於聖魔十二守護王都已經不再有壽命的限制，所以是永久性幹部，不會替換成員，但因為無法對外宣稱為魔王，作為代替，由利姆路親自授予「王」的稱號。聖魔十二守護王的成員分別為：
01、「赫怒王」紅丸
02、「闘神王」紫苑
03、「星狼王」嵐加
04、「守征王」蓋德
05、「天龍王」戈畢爾
06、「魔神王」迪亞布羅
07、「虐殺王」戴絲特蘿莎
08、「殘虐王」烏蒂瑪
09、「破滅王」卡蕾菈
10、「幻獸王」九魔羅
11、「幽幻王」賽奇翁
12、「冥靈王」阿德曼
魔王蜜莉姆領土
飛獸騎士團
由卡利翁率領，團長是蘇菲亞，副團長是法比歐。原獸王戰士團作為千人長，率領活下來的克雷曼軍和獸王國的戰士們。戰士團有上百人，僅這一軍團人數就有十萬之多。再加上卡利翁的指揮，這支無畏軍團已然成型。
蜜莉姆親衛隊
由芙蕾直接率領，副官為芙蕾心腹露琪婭和克蕾婭。由芙蕾的親信『天翔眾』擔任團隊領導，每個人率領十到三十人，天翔眾每個個體受芙蕾影響，達到A級，個別個體更達到特A級水平。天翔眾率領騎乘達A-級強度的魔獸獅鷲的天空騎士，人數有三千騎之多，天空騎士由從各處集結而來的獸王國精銳戰士和『天空女王』親衛隊的成員騎乘組成，綜合戰力超過A級。這是在這個世界上，由超過A等級的人組成的最大規模的軍團。雖然只有三千多騎，但他們都能齊心一致地完成高速機動，輕鬆執行空戰的猛將。
後方支援軍
米德雷為代表，實際上是由赫爾梅斯擔任指揮。其中有野魔人，有人族傭兵，還有原克雷曼的手下。這是一支由各種各樣的人組成的混合部隊，由米德雷負責輔助戰鬥。大部分人之前都是從事建設工作的，個人強度從D級到B級不等。性格上也不適合作戰，主要任務是搬運物資、調配食物，作為衛生兵幫助神官團。只不過，數量上能有十萬多之眾。
四大天王
蜜莉姆因羨慕利姆路手下有四大天王而設立的職位。
01、卡利翁作為主帥就任大將軍指揮全軍
02、芙蕾作為親衛隊長，負責蜜莉姆的護衛
03、米德雷作為大神官，率領武僧負責後方支援
04、歐貝拉為軍師，負責制定作戰計劃
納斯卡・納姆利烏姆・烏爾梅利亞東方聯合統一帝國（東方帝國）
機甲軍團
隸屬於東之帝國的軍隊，由軍團長卡勒奇利歐率領，結合另一個世界的科學技術和帝國的魔法技術，成為帝國最大規模的軍團。軍隊總人數超過兩百萬。
機甲改造兵團
汲取來自另一個世界的技術，對士兵進行魔法改造手術。士兵就算一個星期不吃不喝也能盡全力活動。個人戰鬥能力最低達C＋，強者甚至能達到A級。人數達七十萬，為機甲軍團的主力。
魔導戰車師團
由蓋斯特中將率領，具備兩千台魔導戰車。魔導戰車要由五個人操控，主砲名字叫做「魔導炮」，砲彈速度能達到兩千公尺秒速。能夠裝填五十發彈藥，一分鐘內可以射五發，破壞力足以媲美戰術級魔法──超高級爆焰術式，砲彈也能夠輕易貫穿對付魔法的結界或是對弓防禦等。 包含維修小組在內，總人數達二十萬人。
空戰飛行兵團
由法拉格少將率領，具備四百架飛空艇。每一台飛空艇最多可以搭乘四百人。由五十名工作人員進行操作，其他人負責發動防禦魔法，或是控制砲擊。飛空艇裡頭設置許多個魔法增強炮，同時也搭載魔素擾亂放射裝置，是攻擊、防守、運輸都很優秀的戰艦。總人數達十萬，前「魔法軍團」的大半成員都隸屬於這個兵團。
魔獸軍團
隸屬於東之帝國的軍隊，由軍團長格拉帝姆率領。篩選出A-級以上的的魔獸，再通過改寫高分子生體物質的情報，賦予牠們特化戰鬥的能力，培養出人造合成獸。士兵則通過人體改造手術進行強化。士兵可透過禁忌藥與人造合成獸進行『獸魔合身』，但成功率僅有10%，而成為完全適應者—魔獸騎士的機率僅有1%，但力量可大幅提升。軍隊總人數達三萬人。
混合軍團
隸屬於東之帝國的軍隊，由軍團長神樂坂優樹率領，總人數達二十萬人，其中半數是從事情報活動的將校或是一般事務兵。為信奉暴力的戰鬥集團，成員包括異界訪客、與異種族混血的異能者、為追求強大而反復進行非人道實驗的實驗體、優樹培養的一流冒險者、達姆拉達收集的奴隸戰士、米夏保護的魔人們。
帝國皇帝近衛騎士團（Imperial Guardian）
東之帝國的最強戰力，總數百人的武裝集團。團長為近藤達也，副團長為達姆拉德。是在現代武裝化的帝國中，唯一保留了「騎士」之名的軍事組織。軍團的成員會被以序列排名，想要使排名上升，則需在序列爭奪戰中取得勝利。團員會被賜予帝國最強象徵的傳說級裝備，其綜合戰鬥能力勝過各個軍團。會在其中挑選強者擔任其他軍團的軍團長。在騎士團中，只有序列1號至6號的成員才有資格直接晉見皇帝，並擁有神話級裝備。序列3號到6號稱為四騎士，序列1號為團長，序列2號為副團長。全員幾乎為仙人級以上，在上位者有的為聖人級，序列個位數則匹敵甚至凌駕覺醒魔王，且個位數會被皇帝究極賦予『代行權利』。此外，每名成員均被賦予逮捕違法貴族的權力。
綠之使徒
不屬於任何國家的知名傭兵集團，團長為吉拉德。曾為了調查坦派斯特的地下迷宮，組織了部分成員，以精靈使役者艾因擔任隊長，組成隊伍「綠亂」。信仰著原初惡魔之一的原初之綠，惡魔公米薩莉，將其作為神明崇拜。組織的目的是依靠米薩莉的力量讓世界陷入混亂，並在戰亂之中活躍。
火槍隊
隸屬於「三賢醉」，由「三賢醉」名義上的首領古蓮妲率領。配備了由魔國聯邦生產的最新式武器的部隊。

## 種族

### 龍種
世界上最強大的物種，力量輕易凌駕於災禍級，每隻個體力量至少為天災級以上。雖然是精神生命體，力量卻強到足以自食其力創造物質體，順利取得肉身。無論魔力、體內魔素量、物理力量、韌度，在各式各樣的生物中，他們是於各方面都實力非凡的頂尖種族。龍種不會完全消滅，是真正意義上的「不滅」，即使心核被破壞，只要經過一段時間，便會於世界某處重生，但記憶和人格可能會因此產生變化。自從創世神「星王龍」維爾達那瓦消失後，世界上只剩下三名龍種。分別是大姊「白冰龍」維爾薩澤、二姊「灼熱龍」維爾格琳，和弟弟「暴風龍」維爾德拉。                   

### 史萊姆
黏性生物（Slime）
史萊姆種族的正式名稱，無須血液即可生存的物種，無明顯的意識，也沒有性別區分。
魔黏性精神體（Demon Slime）
精神生命體，由史萊姆進化而成的新種族，能夠自由的轉化物質體和精神體。
龍魔黏性星神體（Ultimate Slime）
魔黏性精神體進化而來的精神生命體，由利姆路透過與龍種同質化所誕生的全新的種，可說是「龍種」亞種的存在。

### 哥布林族
哥布林（Goblin）
居住於朱拉大森林的魔物種族之一，人數大約有數千人。
和豬頭族一樣以朱拉大森林的魔物標準來看相當的弱小。
屬於F級魔物，根源來自於火系精靈墮落而成的的妖精。
滾刀哥布林（Hobgoblin）
男性哥布林的上位種。原本是居住於朱拉大森林的男性哥布林，因為利姆路取名的關係使其進化。
哥布莉娜（Goblina）
女性哥布林的上位種。原本是居住於朱拉大森林的女性哥布林，因為利姆路取名的關係使其進化。

### 幻獸族
幻獸族（Cryptid）
從『滅界龍』伊瓦拉傑流出的魔素中所誕生，生存於異界的種族之一。繼承了滅界龍強烈的鬥爭本能，沒有才智卻十分狡猾，而且十分好戰。同族之間沒有協調性，甚至會出現自相殘殺的情形。
雖然是半精神生命體，卻具備無限接近精神生命體的誕生方式。雖然有從父母分裂而生的情況，大多數卻是從魔素中誕生的特殊個體。而且每個個體均具備強大的戰鬥力。

### 蟲魔族
蟲魔族並非只是單純具備昆蟲型態的魔族，其實是居住在稱為異界的物質世界和精神世界的夾縫間，身上寄宿著精靈力量的半精神生命體，與幻獸族和妖魔族並稱為異界三大種族。最初的蟲魔族為幻獸族變異而成的一隻個體，並且由「星王龍」維爾達那瓦親自命名為「賽拉努斯」，也就是後來的蟲魔族之王。自此，從幻獸族中誕生了全新的種族「蟲魔族」。而「賽拉努斯」誕生後，藉由不斷的擴大種族勢力成為了現今的蟲魔族規模。蟲魔族因為種族特性使然，會自然而然獲得肉體，可以在精神世界和物質世界穿梭自如，入侵各界，因此也被稱為侵略種族。因同時具備物質和精神兩種特性，面對物理攻擊和魔法攻擊都有高度抗性，再加上身上寄宿著精靈力量，對擅長魔法和被精靈克制的惡魔族來說堪稱天敵。能受各種因素影響進化，最強的蟲魔族最終進化型態為人型肉體。由於變成人類模樣，能鍛鍊和學習各種技術，具備壓倒性的強大力量，賽奇翁的實力甚至能與「原初之黑」迪亞布羅匹敵。
蟲型魔人（Insect）
蟲魔族的最終形態，只有極少數的蟲魔族才能進化到此形態。
部分蟲型魔人擁有覆蓋全身的外骨骼，表面散發特殊力場，加上鋼鐵之上的硬度，魔法與物理皆難以造成傷害；另外一部分則是速度特化，只有要害才有外骨骼保護，取而代之，運算能力特別卓越，能夠瞬間看破敵人的攻擊並做出對應。
外骨骼的強度有個體差異，匹敵傳說級的「生體魔鋼」，接近神話級的「生體異鋼」，比擬神話級的「究極金屬」。
例如：『蟲魔王』賽拉努斯，和其麾下的「十二蟲將」╴賽斯、比特霍普、姆吉卡、迪斯波恩、杜倫、阿巴爾特、薩利爾、比利奧特、美納莎、蘭斯洛、賽奇翁、阿畢特。

### 牙狼族
牙狼族（Wolf）
狼形魔物，棲息於朱拉大森林與東方帝國之間平原的霸主魔物種族。個體屬於C級魔物，善於集體行動，群體時則視為B級。趁著維爾德拉消失時入侵了朱拉大森林，但敗於帶領著哥布林族的利姆路，在首領陣亡後全體投降。牙狼族會依據棲息地或獲得某一屬性時發生進化，像是在火山地帶會有火屬性的赤牙狼、水邊會有青牙狼、森林會有綠牙狼，獲得魔屬性時會進化為黑牙狼等。
嵐牙狼族（Tempest Wolf）
原本是牙狼族，因為利姆路取名的關係使其進化。牙狼族的上位種，但通常而言，牙狼族並不會往嵐屬性進化。
黑嵐星狼（Tempest Star Wolf）
在豬頭帝一戰中蘭加成功進化為黑嵐星狼，能操作龍捲、黑雷等能量，屬於特A級魔物。
神狼
具有「神性」的精神生命體，黑嵐星狼的上位進化，例：蘭加授魂覺醒為風靈狼

### 大鬼族
大鬼族（Ogre）
居住於朱拉大森林的食人魔種族之一。屬於B級以上的魔物。紅丸原本所屬的村落原本人數大約有300人，因為豬頭族大軍的襲擊，人數只剩下6人，實際上還有其他村落的大鬼族，仰慕紅丸，組成紅焰眾。生長的角且好戰，擁有強韌身體的人型種族。在朱拉大森林裡的大鬼族村落以傭兵的形式維持生活。並且因為幾百年前穿越的日本武士影響，大鬼族村落文化很接近古代日本。魔物等級相當於B級。進化後為鬼人族。也有哥布林進化成此種族的案例，如哥布亞。
鬼人族
大鬼族的上位進化，原本為極罕見的進化案例。原本是居住於朱拉大森林的大鬼族，因為利姆路取名的關係使其進化。
妖鬼／惡鬼
精神生命體，鬼人族的上位進化。在某些地方被人當作土地神崇拜，具有神通力，可與魔王種匹敵，甚至在魔王種之上。
鬼神
具有「神性」的精神生命體，妖鬼的上位進化。紅丸授魂覺醒為炎靈鬼，即上位聖魔靈，蒼影進化為闇靈鬼，為中位聖魔靈。
鬥神
具有「神性」的精神生命體，惡鬼的上位進化。紫苑授魂覺醒為鬪靈鬼，即上位聖魔靈。
死鬼族
紫苑下屬的「紫克眾」進化成的種族，性質類似於擁有肉體的精神生命體。保有鬼和哥布林的特色，但沒有角。

### 半獸人族
豬頭族（Orc）
半獸人的一種。是原居住於魔王領地，舊豬頭族王國歐比克的半獸人種族。和哥布林一樣是相當弱小的種族，但仍然比尚未進化的哥布林強。因為豬頭帝的獨有技能『飢餓者』的影響，使其可以獲得複數魔物的能力。原屬於D級魔物，但受了『飢餓者』的影響，成長到了能匹敵C級的強度。
豬人族（High Orc）
受到豬頭帝的影響得到了大量魔素，之後被利姆路命名而進化的豬頭族。在豬頭帝死後，全員獲得了利姆路取的名字，等級則維持在C級。
豬神
豬人族的上位進化，為擁有「神性」的精神生命體。例：蓋德授魂進化為上位聖魔靈的地靈豬。

### 蜥人族
蜥人族
居住於朱拉大森林的魔物種族之一。模樣類似爬蟲類的人型種族。棲息於湖畔等有水源的區域。特別擅長在濕地等地形作戰。魔物等級相當於C級。進化後為龍人族。
龍人族（Dragonewt）
有兩種成因，一種是龍族人化後和人類交合的後代或蜥蜴人族的上位種，前者外表較像人類。
固有技能為「龍戰士化」，能夠在十分鐘內把身體的能力全面提升，並吸收周圍魔素而巨大化。缺點為使用者可能會失去理智而暴走，而且強化效果結束後，使用者會陷入長達二十四小時無法活動的狀態，所以是前提為最多兩天使用一次的技能。
龍神
龍人族的上位進化，為擁有「神性」的精神生命體，龍人族的米多雷就是屬於上位聖魔靈的龍魔人。

### 惡魔
居住在名為地獄之精神世界的精神生命體。經過召喚術或地獄門等管道在物質世界顯現。擅長操控魔法和靈魂，欣賞強者。個性多半較為邪惡，然而並非一定會做壞事。惡魔重視與召喚主之間定下的契約，希望主人認可他們的實力，是很認真的種族。然而，召喚主違反契約，或召喚出與自身不相配的過強惡魔，往往會招來災禍，可以確定是危險的種族。惡魔社會之中有所謂的低階惡魔、高階惡魔、高階魔將、和惡魔大公這些種族等級，除此之外，還會透過生存年月( 現代種~史前種、始祖 ) 和爵位( 騎士~公爵、王 ) 來明確分級，存在絕對的階級關係，屬於階級社會。身為精神生命體的惡魔若想自主形成肉體需劇烈消耗能量，但由於沒有像「龍種」那般如此龐大的能量，因此通常是由召喚主賜予肉身或者寄宿在能承受自身力量的容器。在物質世界的各處存在著跟精神世界的地獄重疊的類似門扉之處，若是透過那些充斥著濃厚魔素和瘴氣的「地獄門」現身，就算是沒有獲得肉體的惡魔也能夠短暫現身並影響物質世界。同時，惡魔也肩負著管轄地獄門的使命。事實上，「侵略種族」好幾次想入侵物質世界都沒成功便是因為受到惡魔們的阻擾。惡魔在進化上有著種種限制，通常最終進化型態為「高階魔將」，並且有著魔素量的上限。在達到上限後，比的就是技藝和經驗，因此惡魔才會根據存活年齡分級。若要突破上限，要將力量蓄積到極限，並且維持2000年以上不敗才可打破上限。若要突破「高階魔將」，成為「惡魔大公」以上的存在，則須要透過被命名或著吸收一定值的靈魂才可能達成。一般惡魔最終進化型態便是「惡魔大公」，只有「始祖」才可再往上進化成「惡魔王」。目前惡魔分成兩大陣營，「原初之黑」、「原初之白」、「原初之黃」和「原初之紫」跟隨利姆路·坦派斯特，而「原初之青」和「原初之綠」則是跟隨「原初之赤」金·克林姆茲。
| 階級                      | 生存年數            | 介紹                                                                                                  |
| ------------------------- | ------------------- | --- |
| 現代種(騎士) 近代種(準爵) | 0~100年 30~100年    | 現實中有可能召喚成功，在該層級中，仍不乏「高階魔將」這類惡魔。 按自由公會定的等級區分達到特A級。      |
| 近世種(男爵)              | 100~400年           | 即使在特A級中亦屬於高階強者。                                                                         |
| 中世種(子爵)              | 400~1000年          | 在此階段的惡魔通常已達到魔素量上限。由於限制的關係，仍然屬於 災厄級。                                 |
| 古代種(伯爵)              | 1000年以上          | 由於魔素量限制，因此容易偽裝實力。若存活2000年以上使得上限解除， 可能就會展現原本應有的力量。         |
| 史前種(侯爵)              | 3000年以上          | 此階級的惡魔皆以突破上限，實力達到災禍級，有可能成為「魔王種」。                                      |
| 始祖惡魔(公爵、王)        | 自遠古時期 存活至今 | 皆為最頂尖的惡魔，實力輕鬆凌駕「魔王種」，若進化為惡魔王，則 力量至少與「覺醒魔王」同級甚至在此之上。 |

低階惡魔
惡魔族最低階種。
高階惡魔
惡魔族的高階種。
高階魔將（Ark Demon）
高階惡魔的上位種，統率惡魔族的最高將領。災厄級（特A）或以上怪物。
由於惡魔族沒有肉體，所以有固定的最大魔素上限，在沒有受肉和名字的情況下最多只能進化到此階級，故使用惡魔召喚最多只能召喚出高階魔將。因為魔素量被定有上限，因此存在值最高被定為14萬。
惡魔公（Demonlord）
是與魔王種相當或是在此之上的存在，部分原初七柱實力甚至可以匹敵覺醒魔王。
上位魔將被召喚到現世經過受肉、命名則可能突破種族限制進化成惡魔公，階級分為大公爵、公爵、侯爵、伯爵、子爵、男爵，因必需擁有肉體，故無法依正常方式進化到此階層。
例：摩斯、維儂。
惡魔王（Devil Lord）
由惡魔大公覺醒進化，擁有匹敵甚至超越一般覺醒魔王級的力量，金・克林姆茲甚至能與龍種對戰或在其之上。目前的惡魔王都是以人類靈魂為供品而進化。
例：後期的原初七柱。

### 天使
天使族（Angel）
精神生命體之一，少有的聖屬性魔物。從天而降的軍勢，以五百年為周期會開始進攻地面，引起捲入全世界的天魔大戰。雖然天使族像是惡魔族的天敵一樣，但他們的攻擊目標是無差别的，不如說，不知道為什麼對發展起來的都市似乎都被視為眼中釘（其實是魯德拉所為）。
種族上剋制精靈，但被惡魔所剋制。與精靈族、惡魔族相比幾乎沒有得到自我的個體。
而由『星王龍』維爾達納瓦最初創造及命名的「始源七天使」則為例外。
熾天使（Seraphim）
最上位的天使，有著三對六枚的潔白翅膀，擁有匹敵甚至超越覺醒魔王的力量。在墮落與異變以前，始源七天使全員曾是熾天使。18卷中得知，《正義之王》的權能『天使之軍勢』能集中能量召喚出熾天使。
墮天族（Fallen）
精神生命體之一，由天使墮落以後所形成的種族。特徵是與一般天使不同的黑色羽翼。
目前已知的墮天使為迪諾、皮可、卡拉夏。
妖魔族（Phantom）
生活於異界的種族，方針是「侵略其他世界」。曾企圖多次入侵物質世界，每次均被惡魔族阻撓而失敗。因此與惡魔族的關係十分惡劣。與惡魔族以爵位區別地位的高低相對，妖魔族以軍階區別地位的高低。
真面目是以菲德維為首的天使族受『滅界龍』伊瓦拉齊魔素傷害異變而成的種族。因此與天使族一樣沒有自我。
王－只有一位，現時是菲德維。
妖帥－只有三位，分別為札拉利歐、歐貝拉、柯洛努。
妖天族
由熾天使受魔素影響和受肉於妖死族肉體而異變的種族。
例如：菲德維、札拉利歐、柯洛努、歐貝拉、十八卷的卡札利姆、蒂雅、福特曼（查比爾）、奧爾麗雅、阿里奧斯、古城舞衣。

### 吸血鬼
吸血族（Vampire）
通稱吸血鬼。雖然個體稀少，卻是在上位魔人中有著拔群戰鬥力的種族。雖然大部分的吸血族有著陽光這個極大的弱點，但在其中有著克服了弱點，被稱為「超克者」的存在。

### 長耳族
長耳族（Elf）
風屬性精靈墮落的妖精的後裔，與精靈血緣較近，平均壽命500~800歲的長命種族。現在依靠着森林的恩惠而活，但在很久以前有着更大的勢力，構築了古代王國而且十分繁盛。

## 用語
魔物的等級
在冒險者中被評定為A~F六個等級，略強於評級則是【+】，略弱於評級，或准級則以【-】表示，創造此規則的人是神樂坂優樹。【特S級】是魔國聯邦新設立的等級，為覺醒魔王級。
- 特S級、【天災級】：適用於魔王中的一部分和“龍種”，憑一國之力不可能應對，事關種族存活，人類必須須消除國家籓籬互助合作，甚至得在存亡命運賭一把的等級。
- S級【災禍級】：通常指魔王。小國不可能應對、大國極盡全力的話可能應對的等級。
- 特A級【災厄級】：因上位魔人和上位魔將的暗中活動，國家面臨傾覆規模的危險度。
- A級【災害級】：有極大可能性使城鎮受到巨大損害的危險度。
- B級：能單獨毀滅村莊的等級。
- C級：強過正規軍人的等級。
- D級：遇上複數時有生命危險的等級。
- E級：比一般成人弱一點，數量最多的等級。
- F級：沒什麼戰鬥力的等級。

魔素（Energy）
所有活動的驅動力，與魔法發動、技能行使等事物息息相關。 魔素是種魔法能量，一般認為其對魔物等懷有魔力的生物而言等同生命源泉，但仍是不明點相當多的謎之物質。
只要魔物活著或多或少都會釋放魔素，越強的魔物越會釋放出高濃度的魔素。 對人類等不含魔素、魔力抗性太低的生物來說，高濃度魔素會變成劇毒，須多加小心。 例如封印維爾德拉的洞窟，充滿他身上外洩的高濃度魔素，等級太低的魔物甚至無法靠近他。
另外一些魔物在死後會掉落魔素的結晶【魔石】，進行加工就會變成【魔晶石】，是魔法道具的核心材料，被高價進行交易。
魔素量的大小也經常被拿來當做衡量一個魔物的強弱標準。一般成人約1000，此為web版之標準。
存在值
此為文庫版魔國聯邦主要用來測定強弱的參考標準。
魔國聯邦以地下迷宮的觀測資料為依據，創造出用來衡量強弱的參考指標，將魔素量、身體強度進行量化，並額外加上裝備強度（內含的能量）的綜合性評價，但無法將技能、技術、經驗、環境、屬性等等因素列入評價標準。因此也有即使存在值差距數倍以上，弱勢的一方因為技能、技術、裝備、屬性、種族特性、經驗因素而勝出的狀況發生，所以終究也只能做個參考。
存在值 = 魔素量 + 身體強度 + 裝備（裝備內含的能量，額外表示）。例如：覺醒紅丸EP 4,397,778 + 紅蓮（刀）EP 1,140,000 = 綜合EP 5,537,778
戰鬥力 = 存在值 + 技能（通用技能、追加技能、獨有技能、究極技能、固有技能、魔法、耐性）+ 技量（技術、經驗、知識、戰術、判斷、觀察力）
影響勝敗的因素：戰鬥力、裝備性能、屬性、相性、種族特性、身體狀態、精神狀態、環境、運氣以及其他因素。
其中特S級與超級覺醒者是魔國聯邦新創立的等級，特S級是以疑似覺醒的克雷曼（788,842）為基準，即覺醒魔王級，突破百萬大關的就是超級覺醒者。
魔國聯邦和地下迷宮暫時訂定的存在值等級：
- E級：不足1,000
- D級：1,000~2,999
- C級：3,000~5,999
- B級：6,000~7,999
- B+級：8,000~8,999
- A-級：9,000~9,999
- A級（災害級）：10,000~99,999
- 特A級（災厄級）：100,000以上
- 魔王種：200,000以上（例：克雷曼361,423、16卷子爵級惡魔公的祖達301,316）
- S級（舊魔王）：400,000以上（例：芙蕾40萬、卡利翁70萬、16卷侯爵級惡魔公的阿格拉733,575、16卷伯爵級惡魔公的耶斯普利552,137）
- 特S級（覺醒魔王級）：800,000以上（例：覺醒的阿德曼877,333、16卷公爵級惡魔公的維儂882,869。）
- 超級覺醒者（此稱呼為利姆路方戰力門檻稱呼，非真正世界觀設定）：1,000,000以上（例：覺醒的紅丸4,397,778、受紅丸覺醒祝福的蒼影1,281,162、大部分聖魔十二守護王、16卷大公爵級惡魔公的摩斯1,079,397、16卷的原初七柱惡魔、始源七天使）
- 天災級：龍種和其同格者（例：維爾德拉88,126,579、15卷的維爾格琳49,829,987、16卷的維爾格琳74,350,087、維爾薩澤約8000萬、金約4000萬、米迦勒約1億、芬約6000萬、達格里爾約4000萬、21卷進化的賽奇翁68,889,143）
- 創世級：目前推測只有突破一億以上存在值的存在才能被稱為創世級，目前這個等級只有用在賽拉努斯身上（例：21卷賽拉努斯約1.14億）

此外當EP值（不計入武器數值）達2,000,000（含）以上時，其種族會帶有神性。（例：覺醒的卡利翁2,773,537［種族：獸神］、覺醒的紅丸4,397,778［種族：鬼神］）；此外EP值（不計入武器數值）在非常接近2,000,000時，也是有可能使種族會帶有神性。（例：覺醒的芙蕾1,948,734［種族：鳥神］、受紅丸覺醒祝福的蒼影1,281,162［種族：鬼神］為紅丸的從屬神，屬於特例）
靈子
構成魔素的特殊粒子。會釋放特殊波動，發出暗色光芒。可以干涉精神體和星幽體，甚至連靈魂都能干涉。可以穿透一切物質，就連「絕對防禦」也沒辦法完全抵擋。在神聖魔法之中，控制靈子的魔法很多。
資訊體
這個世界的最小單位，比靈子還小，傳遞時不受時間與空間影響。包括靈魂在內，這個世界的所有物質都必定包含資訊體。
世界之聲（聲：豐口惠）
每當有個體獲得「技能」或者進行「進化」之時，根植於世界的系統之音，就會向當事人發布通知。
進化
這個世界的生物會因某些契機突然「進化」。進化後的生物會獲得新的技能，強度與外貌也會改變。變化內容因種族不同有某種程度的傾向，個體差異也大。例如同樣的蜥蜴人進化成龍人，也會有偏向人類的外貌和偏向蜥蜴的外貌。
進化的關鍵千奇百種。像是被強力的魔物命名，獲得大量魔素，或者獲得階級，還有當事人的意志夠強等，會因各種契機引發進化。
命名
魔物基本上沒有名字。 某些時候擁有力量的魔物或魔人會替較弱的魔物命名，而獲得名字的魔物會變成「持名魔物／命名魔物」，會獲得更強的力量。
命名是分享力量的行為，魔素消耗量會與對象的強度成正比。 因命名消耗的魔素可能會無法回复，基本上隨便幫人起名是種禁忌。
足夠強大的魔物可以自己給自己命名，並且命名可以被覆蓋。
一般魔王種僅需一萬人份的魂即可覺醒，但若是被上位者命名，則需十萬人份的魂才可覺醒。
朱拉大森林
位於世界中心的廣大森林，魔物棲息的樂園。過去因『暴風龍』維爾德拉被封印在此，被各勢力默認為不可侵犯之地。但由於維爾德拉的消失及利姆路的出現，這一平衡被打破，各個勢力開始介入其中。
冒險者
為有戰鬥能力的人組成。有討伐，採集，探索三個部門，分為A~D級。事業類似萬事屋。越高級的冒險者在國家間的待遇越高。
自由組合
原叫「冒險者互助會」，經過神樂坂優樹的改革後，組織飛躍性的進行了拓展。對於不受國家束縛的冒险者，有報告旅途情報的義務，並以此設立魔物的分布圖，隨時把握魔物的分布狀況。當城市周邊出現魔物時，有着派遣调查隊的義務， 若基於與魔物作戰等理由，根據公會與國家協議頒布的動員令，隸屬於自由公會的一成人馬將聽從與該國指揮，成為國家與人們不可或缺的存在，不過公會裡有半數成員是處理後勤工作的非戰鬥員。
評議會
全稱為「西方諸國評議會（Council of West）」。除了會多國聯手對抗魔物造成的災害，還要聯手對抗東方帝國帶來的威脅，更是用來調停西方諸國各類問題的國際機關。
西方幾個主要人類國家多半都加入了評議會，本部設在西方諸國中心的英格拉西亞王國。評議員是作為國家代表選出的王族、貴族或官吏們。中立公正為其宗旨，但實際上繳納更多金錢的國家可以獲得更多的評議席位，國力較強的法爾姆斯王國和英格拉西亞王國有更高的話語權。不僅如此，眾多的評議員都被國家雖小但是暗地裡掌控西方經濟的西爾特羅斯王國羅素一族掌握。
在羅素一族垮臺後因戴絲特蘿莎的活躍而形成了一股以魔國聯邦為首的龐大派系。據18卷內容得知幾乎整個評議會的議員都在戴絲特蘿莎的掌控之中。
西方聖教會
信奉著唯一神『魯米納斯』的教會，在西方諸國中有著相當強大的影響力。因為日向的影響，宣稱為「守護弱者的正義伙伴」，而逐漸獨立於神聖法皇國露貝利歐斯之外。旗下的聖騎士組織為人類的最強戰力，他們視大多數魔物為『神敵』並將其當作討伐對象。然而絕大多數的信徒們都不知道，他們所信仰的神『魯米納斯』的真實身分就是魔王『魯米納斯・瓦倫泰』。
承包聯會
東方帝國的惡魔討伐專家，是個與西側諸國之中的自由組合相似的組織，裡面是由一群被稱為「惡魔討伐者」的以討伐惡魔為生的專業人士所組成。
異界訪客
在本作中異界訪客被各勢力視為重要的戰略資源，因為異界訪客大多都有獨有技能。戰鬥能力遠超普通人，其中誕生出特別強力的個體的概率也很高。分為「被召喚魔法召喚出的異界訪客」跟「掉入次元裂縫而來的異界訪客」，以及「死後轉生而來的異界訪客」。
召喚者
被召喚魔法召喚出的異界訪客。因為是從召喚魔法中出現，成功者為穿越兩個世界時靈魂強韌而能承受召喚者，在穿越時會吸收大量魔素，所以必定能獲得一個以上的獨有技能。
轉生者
是持有前世的記憶的存在。有些意志較強的人，在轉生後靈魂依然會保有記憶。但從異世界來的轉生者較為罕見，因為單憑靈魂穿越世界，通常會因無法承受而受損，靈魂會分解，記憶也會消失。從人類轉生成魔物的例子更是前所未聞。有些地方存在能強行進行轉生的技術，用來更換新的肉體，延長自身的壽命。
亞人（Demi-human）
人類以外的種族，但與人類保持著友好的態度。與人類友好的人形魔物也被歸類於亞人，而與人類敵對的非人種族則被視為魔物。
靈魂
由靈子構成的聚集體。即使星幽體和精神體遭到破壞，只要靈魂還殘留，就有可能復活。
星幽體（Astral Body）
保護靈魂的「身體」的最小單位。
精神體（Spiritual Body）
負責承載星幽體以累積力量。
約定之地
達到無罪境界之人死亡時，其所剩的意志徹底解脫並自動前往的世界。
精神生命體
沒有肉體、不死不滅的存在，是這世界生命型態的頂點。
天生的精神生命體因為沒有肉體，對現實世界的影響力相當有限，而且需要透過契約才能在現世停留。
大部分的種族在進化時，都會向精神生命體轉化，藉以擺脫肉體的枷鎖。
精神生命體或者與之相近的生物，不需要像一般人類那樣進食。獲取魔素就能活下去。但許多人依舊會出於愛好而享用美食。
原初惡魔
為最初誕生的惡魔。當『星王龍』維爾達納瓦從「光」之大聖靈中創造出了「始源七天使」，作為影子的存在就此誕生，從「暗」之大聖靈中派生出了「原初七柱」，統治惡魔族的七個君王，全員皆已進化為「惡魔王」，實力是一般惡魔無法比擬的存在，在誕生之初就會上位魔法。文庫版的十四卷時每一個的實力至少為【特S級】以上。據金所說，為原初命名，即使是魔王也要承擔賭上自己的生死，甚至有可能導致自己消亡的危險。魔界的惡魔以原初七柱為首形成七個派系，派系的顏色對應著惡魔的性格。
- 赤（Rouge）：無法控制就會發生災難，屬於無法交涉的類型。派系領袖為金・克林姆茲。
- 綠（Vert）：下位惡魔還可以，以上則難以保證安全，屬於可以交涉的類型。派系領袖為米薩莉。
- 青（Bleu）：下位惡魔還可以，以上則難以保證安全，屬於可以交涉的類型。派系領袖為萊茵。
- 黑（Noir）：以興趣為最優先，數量是所有派系中最少的，屬於反覆無常的類型。派系領袖為迪亞布羅。
- 白（Blanc）：屬於可以交涉的類型。派系領袖為戴絲特蘿莎。
- 黃（Jaune）：屬於無法交涉的類型。派系領袖為卡蕾菈。
- 紫（Violet）：屬於反覆無常的類型。派系領袖為烏蒂瑪。

惡魔的年齡
惡魔族的進化受到限制，在成為上位魔將後就無法不依靠外力進化。但由於惡魔擅長魔法和戰略，即使力量無法繼續成長，靠著累積技術和經驗所成的巨大差距，仍是後生的惡魔所無法企及的。也就是說活的越久的惡魔就越強大。
古代種（伯爵）階級以上的惡魔是有著能統領其他惡魔威能的「支配者階級」，與下位者有著天壤之別。
受肉
天生的精神生命體沒有肉體，干涉現實的能力有限，而且會受到契約的限制。為了能長存於現實，所以會去尋找能夠寄存的肉體。肉體並不限於生物，也可以是人造物。根據寄存肉體性質的不同，有時也會誕生新的種族（如寄宿於魔鋼的貝瑞塔在覺醒後成為了聖魔金屬生命體、在帝國戰轉生後的蓋多拉成了金屬性惡魔族）。
十大魔王
原本的人類世界對魔王的稱呼，因為利姆路的關係使這個稱呼成為了歷史。雖然都是被稱作魔王，但是其中的部分成員只到達了魔王種的級別，而尚未覺醒，因此實力落差很大。
八星魔王（Octagram）
因為克雷曼被利姆路取代，以及芙蕾和卡利翁的退出，使得魔王人數下降，所以利姆路提出用這個稱呼來稱呼現在的魔王。
其中利姆路・坦派斯特、金・克林姆茲、蜜莉姆・拿渥、魯米納斯・瓦倫泰等四位為覺醒魔王，雷昂・克羅姆威爾為覺醒勇者，達格里爾、菈米莉絲雖然在種族上不屬於勇者、魔王、聖人的範圍；但達格里爾為足以跟龍種對戰的天災級，迪諾身為「始原七天使」中的一員，實力至少有覺醒魔王的級別，菈米莉絲如果在完全體狀態下也有逼近天災級的水平（不過幼生期很弱），所以八星魔王強度皆在覺醒級別。
十大聖人
與「魔王」相對，以坂口日向為首，神聖法皇國露貝利歐斯內最強的十名騎士，「聖人」稱號的擁有者。其實「聖人」原本是指經過修練，身體向著精神生命體轉化之人，但其中大部分成員只為「仙人級」，所以單就定義而言，「十大聖人」與「十大魔王」一樣名不符實。
由於七曜策畫的事件，使得蓋羅多死亡、薩雷和格萊哥利退出、古蓮妲叛逃，導致十大聖人不復存在。
聖魔十二守護王
利姆路於小說第14卷設立，為魔國聯邦地位最高的幹部稱號，優先於四大天王以及迷宮十傑。是利姆路的部下中有資格被授魂覺醒為真魔王的十二人，這十二人最終都是覺醒魔王級，一部分的人甚至擁有在此之上的力量。由於聖魔十二守護王都已經不再有壽命的限制，所以是永久性幹部，不會替換成員，但因為無法對外宣稱為魔王，作為代替，由利姆路親自授予「王」的稱號。
迷宮十傑
「地下迷宮」60層以下的守護者，每個人都有堪比第三世代魔王甚至真魔王的實力，是迷宮守衛的最強戰鬥力。
七曜長老
擔任著西方聖教會最高顧問的組織，首領是「日曜師」格蘭。本來是被魯米納斯所中意的人類，甚至被譽為是傳說中的英雄，但是在長年的怠慢下，已經變得腐敗不堪。為了重新獲得魯米納斯的寵愛意圖利用利姆路排除日向，但事跡敗露而被滅。在西方聖教會中，是少數知道魯米納斯是魔王的存在。
在web版只是單純服侍魯米納斯的人類，成功在天魔大戰活了下來。
五大老
文庫版新增，位於暗中掌控西方諸國評議會的羅素一族頂點的五人。成員分別有格蘭貝爾・羅素、約翰・羅斯蒂亞、葛芬伯爵、西德爾邊境伯爵和德蘭國王。
魔王／勇者
魔王／勇者是被世界綁定的對等存在，是人類的敵人／拯救者。
最早魔王是為了防止人類因為互相爭鬥而毀滅，因而作為人類的敵對者存在。勇者則是為了防止過於強大的魔王暴走而誕生。
最早的魔王為金・克林姆茲；最早的勇者為魯德拉・納斯卡。
分為稱呼者、資格者、覺醒者這三種。
*稱呼者：自稱或被他人稱呼為「魔王」、「勇者」，雖然不論強弱都可以自稱或被他人稱呼為「魔王」、「勇者」，但會被世界引導碰上其他「魔王」、「勇者」，可能會小命不保。代表為「十大魔王」、「八星魔王」。
*資格者：持有「魔王種」、「勇者之卵」的資質，有資格成為世界認證真正的「魔王」、「勇者」。
*覺醒者：擁有資格者滿足條件後覺醒成為「覺醒魔王」、「覺醒勇者」，真正的「魔王」、「勇者」，因此也稱作「真魔王」、「真勇者」。
魔王種
寄宿著魔王之種的存在，擁有著能覺醒成為真魔王的可能性，屬於【災禍級】。雖然大多也被人類當作魔王看待，但是實力卻和真正的魔王有不小的差距，魔王種的魔素量並沒有上限（魔素量在200,000以上），所以也會出現魔王種魔素量高於覺醒魔王的情況。
代表人物：豬頭魔王-蓋德、吞噬豬頭魔王的利姆路、卡利翁、芙蕾、克雷曼。
覺醒魔王
又稱真魔王。與魔王種不同，是使魔王之種生根發芽的存在，兩者的檔次完全不同。在魔王種吸收了大量的人類靈魂後，就會開始進行魔王進化，成為精神生命體，靈魂大幅度強化，成功者即為覺醒魔王。不出名的魔王即使在覺醒後仍會被人類歸類於【災禍級】，但其實【天災級】強度的威脅一直存在於世界。絕大多數的人類並不知道覺醒魔王的存在，為了避免大眾的恐慌，由少數人封鎖了相關情報。因為【覺醒魔王級】與【天災級】依然有不小的差距，因此魔國聯邦又多設立了【特S級】。
代表人物：八星魔王的一部分（利姆路・坦派斯特、金・克林姆茲、蜜莉姆・拿渥、魯米納斯・瓦倫泰）、聖魔十二守護王、原初惡魔、小說18卷的卡利翁、芙蕾。
勇者之卵
與「魔王之種」相對，被世界認定擁有成為勇者的可能性之人，體內會寄宿著未被孵化的「勇者之卵」。被「光」、「暗」、「時」三種屬性精靈之一所祝福，將獲得成為勇者的資格並寄宿著「勇者之卵」。當卵孵化的一天，能夠匹敵「魔王」的「勇者」就會誕生。
大部分勇者或勇者資格者是受光精靈的祝福，克蘿耶是時間精靈，作品中尚未出現受暗精靈祝福的勇者。
代表人物：三崎劍也、文庫版11卷前的坂口日向。
覺醒勇者
與「覺醒魔王」相對的存在，受精靈（光、暗、時精靈其中之一）的祝福，孵化了體內寄宿著的「勇者之卵」，又稱為「真勇者」，被世界所承認的人類守護者。跟「魔王」與「魔王種」之間的關係類似，不管是否使「勇者之卵」覺醒，都會被人類當成勇者。沒有被世界所承認卻自稱勇者，是相當危險的一件事。轉生成妖死族之前的拉普拉斯也是勇者，但不確定是否有覺醒。
代表人物：克蘿耶、雷昂、魯德拉、格蘭貝爾、坂口日向（由格蘭貝爾轉讓資質）。
仙人
人類這個種族，經過高強度的修練，以及歲月的洗禮，肉體將會朝半精神生命体轉化，壽命大幅延長，成為凡人所無能比擬的存在，是能匹敌「魔王種」、「勇者之卵」的強者 。
代表人物：十大聖人、東方帝國皇帝近衛騎士團、生前的阿德曼。
聖人
在仙人之上，從肉體這個枷鎖中解放，完全的精神生命体，是與「覺醒魔王」、「覺醒勇者」同樣級別的存在。與魔物不同，人類在進化後需要漫長的時間來駕馭龐大的能量。所以即便是相同等級，剛誕生的「覺醒魔王」與「聖人」的強度是天差地別，但若經過長久歲月，掌握了力量，就也有像東之帝國的近衛騎士團中的個位數能與覺醒魔王不相上下，在上位者實力甚至在覺醒魔王級之上。
代表人物：坂口日向、薩雷、神樂坂優樹、近藤達也、蓋札・德瓦崗、東方帝國近衛騎士團的個位數。
神人
即帶有「神性」的聖人，在聖人之上，其存在值達200萬以上時（不計入武器數值），就會帶有「神性」，是與帶有「神性」的「覺醒魔王」、「覺醒勇者」同樣級別的存在。
代表人物：神樂坂優樹(18集說明實力強到足以成為神人,存在值約200萬。)
地下迷宮
位於魔國聯邦競技場地下，共有一百層，以魔王菈米莉絲的能力【迷宮創造】在競技場下創造的100層大型迷宮。第一層大小為面積六公頃的正方形，每層面積會逐漸縮小並提高攻略難度，內部構造每隔幾天就會變化一次。是由利姆路、菈米莉絲、維爾德拉和蜜莉姆共同營運的娛樂設施。
在菈米莉絲的能力下可以隨意改變迷宮內配置，甚至在迷宮內連死亡都可以被復活。以此為基礎，製造了在迷宮內死亡也會在起點復活的【復活手環】等道具對探索迷宮的冒險者售賣。菈米莉絲負責管理和改造迷宮，而利姆露負責進行迷宮的運營，獲得的收益以一定比例分成。
每五層會有安全地帶，每十層會有樓層守護者和記錄傳送點。而第一百層就是身為最終BOSS的維爾德拉的居所，維爾德拉自身溢出的大量魔素充滿了整個迷宮，從而誕生了迷宮中的各種魔物。同時高濃度的魔素也讓量產魔礦石成為可能，因此也設置了存放礦石的倉庫。此外，利姆路的私人研究所也正是位於該層。
第九十五層是迷宮中的非戰鬥區域，這裡建有城鎮與各種設施，菈米莉絲的研究所也正是位於該層。在迷宮的稀有寶箱中放有由黑兵衛為首的工匠們鍛造的高品質兵器。
迷宮同時也是首都的避難設施和研發機構。 當戰爭等情況發生時，會把整個首都收納隱藏到迷宮裡。在迷宮深層，以菈米莉絲、維爾德拉為首聚集了各同盟國的技術人員進行精靈工學和魔導科學的研究。
迷宮60層以下的守護者被稱為迷宮十傑，每個人都有堪比第三世代魔王甚至真魔王的實力，是迷宮守衛的最強戰鬥力。
而陷阱方面，每一個人均有各自負責的層數：
- 利姆路：1—50層
- 菈米莉絲：51—60層
- 維爾德拉：61—70層（同時兼【迷宮大魔王】）
- 蜜莉姆：96—99層（魔龍小屋）

遊戲
金與魯德拉經歷了數次交手以不分勝負告終後，二人協同下而產生的博弈。由菈米莉絲擔任裁判。
規則是雙方以自己手中的棋子互相交鋒，唯一禁止的是「王對王」。
神智核（Manas）
具有思考能力與自我，是類似靈魂的存在，需要他人命名才可進化。
代表：希爾、克羅諾亞、米迦勒。
資訊生命體
精神生命體將自身物質轉換為資訊體更進一步進化而成的存在。
代表：利姆路。
始源七天使
由『星王龍』維爾達納瓦從「光」之大聖靈中最初創造及命名的七柱熾天使。首領是菲德維。其他成員分別為迪諾、卡拉夏、皮可、札拉利歐、柯洛努、歐貝拉。
全員原本皆為熾天使，至少與「覺醒魔王」同級別，甚至在此之上，但因長期在異界或地上界受魔素的侵蝕影響，全部成員的種族已經發生改變（迪諾、卡拉夏、皮可成了墮天族，其餘四人則是成了妖天族），並且因此脫離惡魔–天使–精靈三者相剋關係。

## 出版書籍

### 小說
| 集數 | MICROMAGAZINE  | MICROMAGAZINE          | 台灣角川       | 台灣角川               | 力潮文创（安少） | 力潮文创（安少）       |
| 集數 | 發售日期       | ISBN                   | 發售日期       | ISBN                   | 發售日期         | ISBN                   |
| ---- | -------------- | ---------------------- | -------------- | ---------------------- | ---------------- | ---------------------- |
| 1    | 2014年5月30日  | ISBN 978-4-89637-459-9 | 2015年11月20日 | ISBN 978-986-366-753-7 | 2019年7月        | ISBN 978-7-5707-0481-1 |
| 2    | 2014年8月30日  | ISBN 978-4-89637-473-5 | 2016年2月4日   | ISBN 978-986-366-954-8 | 2019年7月        | ISBN 978-7-5707-0455-2 |
| 3    | 2014年12月24日 | ISBN 978-4-89637-488-9 | 2016年5月26日  | ISBN 978-986-473-104-6 | 2020年4月        | ISBN 978-7-5707-0650-1 |
| 4    | 2015年4月30日  | ISBN 978-4-89637-502-2 | 2016年7月27日  | ISBN 978-986-473-197-8 | 2020年7月        | ISBN 978-7-5707-0754-6 |
| 5    | 2015年5月30日  | ISBN 978-4-89637-507-7 | 2016年9月8日   | ISBN 978-986-473-305-7 | 2021年3月        | ISBN 978-7-5707-0968-7 |
| 6    | 2015年10月30日 | ISBN 978-4-89637-538-1 | 2016年11月24日 | ISBN 978-986-473-377-4 | 2021年11月       | ISBN 978-7-5707-1151-2 |
| 7    | 2016年4月28日  | ISBN 978-4-89637-561-9 | 2017年3月27日  | ISBN 978-986-473-592-1 | 2023年1月        | ISBN 978-7-5707-1573-2 |
| 8    | 2016年8月30日  | ISBN 978-4-89637-577-0 | 2017年12月7日  | ISBN 978-986-473-975-2 | 2023年8月        | ISBN 978-7-5707-1944-0 |
| 9    | 2016年11月30日 | ISBN 978-4-89637-600-5 | 2018年4月12日  | ISBN 978-957-564-138-2 |                  | ISBN 978-7-5707-2033-0 |
| 10   | 2017年4月7日   | ISBN 978-4-89637-630-2 | 2018年8月16日  | ISBN 978-957-564-299-0 |                  | ISBN 978-7-5707-2417-8 |
| 11   | 2017年12月8日  | ISBN 978-4-8963-7678-4 | 2018年11月14日 | ISBN 978-957-564-587-8 |                  | ISBN 978-7-5707-2650-9 |
| 12   | 2018年3月9日   | ISBN 978-4-8963-7698-2 | 2019年1月21日  | ISBN 978-957-564-677-6 |                  |                        |
| 13   | 2018年9月28日  | ISBN 978-4-8963-7816-0 | 2019年8月1日   | ISBN 978-957-743-146-2 |                  |                        |
| 14   | 2019年3月29日  | ISBN 978-4-8963-7862-7 | 2021年8月6日   | ISBN 978-9-5774-3957-4 |                  |                        |
| 15   | 2019年9月28日  | ISBN 978-4-8963-7923-5 | 2021年10月27日 | ISBN 978-9-8652-4881-9 |                  |                        |
| 16   | 2020年3月27日  | ISBN 978-4-8963-7989-1 | 2022年4月14日  | ISBN 978-6-2632-1342-5 |                  |                        |
| 17   | 2020年9月30日  | ISBN 978-4-8671-6056-5 | 2022年7月28日  | ISBN 978-6-2632-1590-0 |                  |                        |
| 18   | 2021年3月31日  | ISBN 978-4-8671-6122-7 | 2023年1月5日   | ISBN 978-6-2635-2091-2 |                  |                        |
| 19   | 2021年11月30日 | ISBN 978-4-8671-6203-3 | 2023年5月25日  | ISBN 978-626-352-438-5 |                  |                        |
| 20   | 2022年9月30日  | ISBN 978-4-8671-6339-9 | 2023年9月25日  | ISBN 978-626-352-898-7 |                  |                        |
| 21   | 2023年10月30日 | ISBN 978-4-86716-488-4 | 2024年9月25日  | ISBN 978-626-400-500-5 |                  |                        |
| 22   | 2025年1月30日  | ISBN 978-4-86716-707-6 |                |                        |                  |                        |

資料設定集
| 集數 | 名稱           | MICROMAGAZINE | MICROMAGAZINE          | 台灣角川      | 台灣角川               |
| 集數 | 名稱           | 發售日期      | ISBN                   | 發售日期      | ISBN                   |
| ---- | -------------- | ------------- | ---------------------- | ------------- | ---------------------- |
| 8.5  | 公式設定資料集 | 2016年8月30日 | ISBN 978-4-89637-580-0 | 2017年12月7日 | ISBN 978-986-473-983-7 |
| 13.5 | 公式設定資料集 | 2019年1月31日 | ISBN 978-4-89637-845-0 | 2020年1月31日 | ISBN 978-957-743-512-5 |

### 漫畫
正篇漫畫
| 集數 | 講談社         | 講談社                 | 講談社                 | 東立出版社                    | 東立出版社                                              | 力潮文创   | 力潮文创               |
| 集數 | 發售日期       | 通常版 ISBN            | 特裝版 ISBN            | 發售日期                      | ISBN                                                    | 發售日期   | ISBN                   |
| ---- | -------------- | ---------------------- | ---------------------- | ----------------------------- | ------------------------------------------------------- | ---------- | ---------------------- |
| 1    | 2015年10月30日 | ISBN 978-4-06-376578-6 | 不適用                 | 2016年7月7日                  | ISBN 978-986-470-203-9                                  | 2023年8月  | ISBN 978-7-5319-6443-8 |
| 2    | 2016年4月28日  | ISBN 978-4-06-390623-3 | 不適用                 | 2016年11月18日                | ISBN 978-986-482-331-4                                  | 2023年8月  | ISBN 978-7-5319-6443-8 |
| 3    | 2016年11月30日 | ISBN 978-4-06-390666-0 | ISBN 978-4-06-397020-3 | 2017年4月7日                  | ISBN 978-986-482-331-4                                  | 2023年8月  | ISBN 978-7-5319-6443-8 |
| 4    | 2017年4月7日   | ISBN 978-4-06-390693-6 | ISBN 978-4-06-397029-6 | 2017年8月28日                 | ISBN 978-986-486-143-9                                  | 2023年8月  | ISBN 978-7-5319-6443-8 |
| 5    | 2017年9月8日   | ISBN 978-4-06-390728-5 | ISBN 978-4-06-397050-0 | 2018年1月19日                 | ISBN 978-986-486-874-2                                  | 2023年8月  | ISBN 978-7-5319-6443-8 |
| 6    | 2017年12月8日  | ISBN 978-4-06-510505-4 | ISBN 978-4-06-510417-0 | 2018年4月27日                 | ISBN 978-957-26-0461-8                                  | 2024年12月 | ISBN 978-7-5729-1664-9 |
| 7    | 2018年3月9日   | ISBN 978-4-06-511098-0 | ISBN 978-4-06-511465-0 | 2018年8月23日                 | ISBN 978-957-26-0908-8                                  | 2024年12月 | ISBN 978-7-5729-1664-9 |
| 8    | 2018年6月8日   | ISBN 978-4-06-511672-2 | ISBN 978-4-06-512501-4 | 2018年11月5日                 | EAN 471-0945-55766-3（首刷限定版）                      | 2024年12月 | ISBN 978-7-5729-1665-6 |
| 8    | 2018年6月8日   | ISBN 978-4-06-511672-2 | ISBN 978-4-06-512501-4 | 2018年11月12日                | ISBN 978-957-26-1420-4                                  | 2024年12月 | ISBN 978-7-5729-1665-6 |
| 9    | 2018年9月28日  | ISBN 978-4-06-512742-1 | ISBN 978-4-06-513500-6 | 2018年12月20日                | ISBN 978-957-26-2009-0                                  | 2024年12月 | ISBN 978-7-5729-1665-6 |
| 10   | 2018年12月7日  | ISBN 978-4-06-513916-5 | ISBN 978-4-06-514674-3 | 2019年5月9日                  | EAN 471-0945-55954-4（首刷限定版）                      | 2024年预定 | ISBN 978-7-5729-1666-3 |
| 10   | 2018年12月7日  | ISBN 978-4-06-513916-5 | ISBN 978-4-06-514674-3 | 2019年5月16日                 | ISBN 978-957-26-2405-0                                  | 2024年预定 | ISBN 978-7-5729-1666-3 |
| 11   | 2019年3月29日  | ISBN 978-4-06-514780-1 | 不適用                 | 2019年6月27日                 | EAN 471-0945-55982-7（首刷限定版）                      | 2024年预定 | ISBN 978-7-5729-1666-3 |
| 11   | 2019年3月29日  | ISBN 978-4-06-514780-1 | 不適用                 | 2019年7月4日                  | ISBN 978-957-26-3097-6                                  | 2024年预定 | ISBN 978-7-5729-1666-3 |
| 12   | 2019年7月9日   | ISBN 978-4-06-516205-7 | ISBN 978-4-06-513935-6 | 2019年10月17日                | ISBN 978-957-26-3796-8                                  | 2024年预定 | ISBN 978-7-5729-1667-0 |
| 13   | 2019年12月4日  | ISBN 978-4-06-517764-8 | ISBN 978-4-06-514032-1 | 2020年6月5日                  | ISBN 978-957-264-663-2                                  | 2024年预定 | ISBN 978-7-5729-1667-0 |
| 14   | 2020年3月27日  | ISBN 978-4-06-518759-3 | ISBN 978-4-06-514033-8 | 2020年8月7日                  | ISBN 978-957-26-5110-0                                  | 2024年预定 | ISBN 978-7-5729-1668-7 |
| 15   | 2020年7月9日   | ISBN 978-4-06-520127-5 | ISBN 978-4-06-514034-5 | 2020年10月8日                 | ISBN 978-957-26-5602-0                                  | 2024年预定 | ISBN 978-7-5729-1668-7 |
| 16   | 2020年11月27日 | ISBN 978-4-06-521244-8 | ISBN 978-4-06-518334-2 | 2021年3月11日                 | ISBN 978-957-26-6128-4                                  |            |                        |
| 17   | 2021年3月31日  | ISBN 978-4-06-522558-5 | ISBN 978-4-06-523052-7 | 2021年8月30日                 | ISBN 978-957-26-6782-8                                  |            |                        |
| 18   | 2021年7月8日   | ISBN 978-4-06-523837-0 | ISBN 978-4-06-523838-7 | 2022年1月10日                 | ISBN 978-957-26-7484-0                                  |            |                        |
| 19   | 2021年12月9日  | ISBN 978-4-06-526034-0 | ISBN 978-4-06-526033-3 | 2022年8月26日                 | ISBN 978-957-26-8399-6                                  |            |                        |
| 20   | 2022年3月9日   | ISBN 978-4-06-527091-2 | ISBN 978-4-06-527100-1 | 2022年11月25日                | ISBN 978-957-26-9109-0                                  |            |                        |
| 21   | 2022年7月7日   | ISBN 978-4-06-528494-0 | ISBN 978-4-06-528492-6 | 2023年6月1日                  | ISBN 978-626-7185-05-6                                  |            |                        |
| 22   | 2022年12月8日  | ISBN 978-4-06-529915-9 | ISBN 978-4-06-529931-9 | 2023年11月13日                | ISBN 978-626-347-886-2                                  |            |                        |
| 23   | 2023年5月9日   | ISBN 978-4-06-531626-9 | ISBN 978-4-06-531625-2 | 2023年12月4日                 | ISBN 978-626-372-097-8                                  |            |                        |
| 24   | 2023年9月8日   | ISBN 978-4-06-532861-3 | ISBN 978-4-06-533092-0 | 2024年10月14日 2024年10月21日 | ISBN 978-626-02-1364-0（特裝版） ISBN 978-626-02-0280-4 |            |                        |
| 25   | 2024年1月9日   | ISBN 978-4-06-534117-9 | ISBN 978-4-06-534118-6 | 2024年12月12日 2024年12月19日 | ISBN 978-626-02-1365-7（特裝版） ISBN 978-626-02-1329-9 |            |                        |
| 26   | 2024年6月7日   | ISBN 978-4-06-535745-3 | ISBN 978-4-06-535686-9 |                               |                                                         |            |                        |
| 27   | 2024年9月9日   | ISBN 978-4-06-536687-5 | ISBN 978-4-06-537170-1 |                               |                                                         |            |                        |
| 28   | 2025年1月30日  | ISBN 978-4-06-538016-1 | ISBN 978-4-06-538390-2 |                               |                                                         |            |                        |
| 29   | 2025年6月9日   | ISBN 978-4-06-539688-9 | ISBN 978-4-06-539769-5 |                               |                                                         |            |                        |

魔物之國的漫步指南
| 集數 | MICROMAGAZINE  | MICROMAGAZINE          | 台灣角川       | 台灣角川               |
| 集數 | 發售日期       | ISBN                   | 發售日期       | ISBN                   |
| ---- | -------------- | ---------------------- | -------------- | ---------------------- |
| 1    | 2017年4月7日   | ISBN 978-4-89637-628-9 | 2024年8月22日  | ISBN 978-626-40-0420-6 |
| 2    | 2017年12月8日  | ISBN 978-4-89637-684-5 | 2024年8月22日  | ISBN 978-626-40-0421-3 |
| 3    | 2018年3月9日   | ISBN 978-4-89637-701-9 | 2024年11月21日 | ISBN 978-626-40-0850-1 |
| 4    | 2018年9月28日  | ISBN 978-4-89637-820-7 |                |                        |
| 5    | 2019年3月29日  | ISBN 978-4-89637-865-8 |                |                        |
| 6    | 2019年10月30日 | ISBN 978-4-89637-935-8 |                |                        |
| 7    | 2020年6月30日  | ISBN 978-4-86716-025-1 |                |                        |
| 8    | 2021年1月30日  | ISBN 978-4-86716-104-3 |                |                        |

轉生史萊姆日記
| 集數 | 講談社        | 講談社                 | 東立出版社     | 東立出版社             | 博集天卷  | 博集天卷               |
| 集數 | 發售日期      | ISBN                   | 發售日期       | ISBN                   | 發售日期  | ISBN                   |
| ---- | ------------- | ---------------------- | -------------- | ---------------------- | --------- | ---------------------- |
| 1    | 2018年9月28日 | ISBN 978-4-06-512744-5 | 2019年6月27日  | ISBN 978-957-26-3109-6 | 2022年8月 | ISBN 978-7-5726-0678-6 |
| 2    | 2019年3月29日 | ISBN 978-4-06-514857-0 | 2019年11月21日 | ISBN 978-957-26-3110-2 | 2022年8月 | ISBN 978-7-5726-0678-6 |
| 3    | 2019年11月8日 | ISBN 978-4-06-517464-7 | 2020年9月4日   | ISBN 978-957-264-515-4 | 2022年8月 | ISBN 978-7-5726-0678-6 |
| 4    | 2020年7月9日  | ISBN 978-4-06-519725-7 | 2020年11月26日 | ISBN 978-957-26-5601-3 | 2022年8月 | ISBN 978-7-5726-0678-6 |
| 5    | 2021年3月31日 | ISBN 978-4-06-522559-2 | 2022年5月9日   | ISBN 978-957-26-6783-5 | 2022年8月 | ISBN 978-7-5726-0678-6 |
| 6    | 2022年7月7日  | ISBN 978-4-06-528314-1 | 2023年6月1日   | ISBN 978-626-7185-17-9 |           |                        |
| 7    | 2024年1月9日  | ISBN 978-4-06-534119-3 |                |                        |           |                        |

异闻～在魔国生活的三人組～
| 集數 | 講談社        | 講談社                 | 東立出版社     | 東立出版社             |
| 集數 | 發售日期      | ISBN                   | 發售日期       | ISBN                   |
| ---- | ------------- | ---------------------- | -------------- | ---------------------- |
| 1    | 2019年12月4日 | ISBN 978-4-06-516906-3 | 2021年5月10日  | ISBN 978-957-26-5942-7 |
| 2    | 2020年3月27日 | ISBN 978-4-06-518757-9 | 2022年12月30日 | ISBN 978-957-26-5943-4 |
| 3    | 2020年7月9日  | ISBN 978-4-06-520044-5 | 2023年8月7日   | ISBN 978-957-26-5944-1 |
| 4    | 2021年3月31日 | ISBN 978-4-06-522504-2 | 2024年9月27日  | ISBN 978-626-372-491-4 |
| 5    | 2021年7月8日  | ISBN 978-4-06-523796-0 |                |                        |
| 6    | 2022年3月9日  | ISBN 978-4-06-527029-5 |                |                        |
| 7    | 2022年12月8日 | ISBN 978-4-06-529930-2 |                |                        |
| 8    | 2023年9月8日  | ISBN 978-4-06-532855-2 |                |                        |
| 9    | 2024年1月9日  | ISBN 978-4-06-534107-0 |                |                        |
| 10   | 2024年6月7日  | ISBN 978-4-06-535707-1 |                |                        |
| 11   | 2025年1月30日 | ISBN 978-4-06-538002-4 |                |                        |
| 12   | 2025年6月9日  | ISBN 978-4-06-539657-5 |                |                        |

關於我轉生變成小孩子這檔事、全7冊
| 集數 | 講談社         | 講談社                 | 東立出版社    | 東立出版社             |
| 集數 | 發售日期       | ISBN                   | 發售日期      | ISBN                   |
| ---- | -------------- | ---------------------- | ------------- | ---------------------- |
| 1    | 2020年3月27日  | ISBN 978-4-06-518897-2 | 2022年12月9日 | ISBN 978-957-26-7188-7 |
| 2    | 2020年11月27日 | ISBN 978-4-06-521251-6 | 2024年10月9日 | ISBN 978-957-26-7189-4 |
| 3    | 2021年3月31日  | ISBN 978-4-06-522629-2 | 2024年11月8日 | ISBN 978-957-26-7190-0 |
| 4    | 2021年3月31日  | ISBN 978-4-06-524322-0 |               |                        |
| 5    | 2022年7月7日   | ISBN 978-4-06-528510-7 |               |                        |
| 6    | 2022年12月8日  | ISBN 978-4-06-529914-2 |               |                        |
| 7    | 2023年7月7日   | ISBN 978-4-06-531711-2 |               |                        |

關於我轉生變成史萊姆這檔事 美食傳 ~佩可和利姆路的料理筆記~
| 集數 | 講談社       | 講談社                 | 東立出版社   | 東立出版社             |
| 集數 | 發售日期     | ISBN                   | 發售日期     | ISBN                   |
| ---- | ------------ | ---------------------- | ------------ | ---------------------- |
| 1    | 2024年1月9日 | ISBN 978-4-06-534155-1 | 2025年2月7日 | ISBN 978-626-02-3112-5 |
| 2    | 2024年6月7日 | ISBN 978-4-06-535685-2 |              |                        |
| 3    | 2024年9月9日 | ISBN 978-4-06-536656-1 |              |                        |
| 4    | 2025年6月9日 | ISBN 978-4-06-539686-5 |              |                        |

關於我轉生變成史萊姆這檔事 番外篇 ~享受假期的方式~
| 集數 | 講談社       | 講談社                 | 東立出版社     | 東立出版社             |
| 集數 | 發售日期     | ISBN                   | 發售日期       | ISBN                   |
| ---- | ------------ | ---------------------- | -------------- | ---------------------- |
| 1    | 2024年1月9日 | ISBN 978-4-06-534106-3 | 2024年12月26日 | ISBN 978-626-02-3111-8 |
| 2    | 2024年9月9日 | ISBN 978-4-06-536003-3 |                |                        |
| 3    | 2025年6月9日 | ISBN 978-4-06-539689-6 |                |                        |

## 遊戲
《關於我轉生變成史萊姆這檔事～魔國聯邦創世紀》於2018年10月30日，在日本智慧型手機雙平台上架。
《關於我轉生變成史萊姆這檔事：魔物之王》於2020年12月15日，於智慧型手機雙平台上架繁體中文版。
《關於我轉生變成史萊姆這檔事：魔王與龍的建國譚》於2021年10月28日，在Android、IOS雙平台推出。
《關於我轉生變成史萊姆這檔事：坦派斯特開拓譚》於2024年8月8日於PS4、PS5、Nintendo Switch、Xbox Series X|S、Xbox One、STEAM平台發行，由原作者伏瀨監製編寫的2篇原創故事「復仇的哥布林篇」「宗教國家篇」。
合作活動
2020年5月15日與WonderPlanet旗下智慧型手機遊戲Crash Fever合作活動開始。
2021年9月1日與NEXON旗下線上遊戲新楓之谷（日本版本）進行合作活動，並與手機遊戲楓之谷M同步合作。

## 腳註

### 來源
1. ↑  Pineda, Rafael Antonio. . Anime News Network. 2018-03-07  [2018-03-07]. （原始内容存档于2018-03-07）.
2. ↑  . Anime News Network. 2018-10-01  [2018-12-17]. （原始内容存档于2018-12-17）.
3. ↑  @ten_sura_anime.  (推文). 2021-11-04 –Twitter.
4. ↑  . コミックナタリー (ナターシャ). 2022-05-11  [2023-09-05]. （原始内容存档于2023-03-28）.
5. ↑  . BookLive!.   [2019-10-01]. （原始内容存档于2019-10-19）.
6. ↑  . BookLive!.   [2023-10-08]. （原始内容存档于2023-10-08）.
7. ↑  .   [2021-10-19]. （原始内容存档于2022-04-06）.
8. ↑  . Twitter.   [2023-03-26]. （原始内容存档于2023-08-25） （英语）.
9. ↑  . BookLive!.   [2024-08-31]. （原始内容存档于2024-08-31）.
10. ↑  .   [2017-05-06]. （原始内容存档于2019-07-13）.
11. ↑  .   [2019-03-17]. （原始内容存档于2019-04-02）.
12. ↑  .   [2020-12-07]. （原始内容存档于2021-01-18）.
13. ↑  .   [2021-05-31]. （原始内容存档于2022-03-19）.
14. ↑  .   [2024-04-25]. 原始内容存档于2024-06-20.
15. ↑  .   [2020-05-08]. （原始内容存档于2021-01-16）.
16. ↑  .   [2021-08-18]. （原始内容存档于2022-04-06）.

## 外部連結
- （日語） 網路版小說官方網頁 （页面存档备份，存于） - 成為小說家吧
- （日語） 商業版小說官方網頁 （页面存档备份，存于） - MicroMagazine
- （日語） 漫畫版官方網頁 （页面存档备份，存于） - 講談社
- （日語） 魔物之國的漫步指南網頁 （页面存档备份，存于） - MicroMagazine
- （日語） 萬代南夢宮YouTube頻道 轉生史萊姆系列預告及最新發行播放清單 （页面存档备份，存于）